# 井村伸正
井村 伸正（いむら のぶまさ、1935年 - ）は、日本の薬学者（衛生薬学）。薬学博士。北里大学名誉教授。財団法人日本薬剤師研修センター理事長。1997年（平成9年）に紫綬褒章受章。

## 経歴
- 1959年（昭和34年） 東京大学薬学部卒業[1]
- 1964年（昭和39年） 同大学院化学系研究科薬学専攻博士課程修了　東京大学　薬学博士　学位論文の題は「牛膵臓RibonucleaseのPolyadenylic Acidに対する反応について」[2]。
- 1964年（昭和39年） 日本学術振興会奨励研究生
- 1965年（昭和40年） 東京大学薬学部助手
- 1966年（昭和41年） ニューヨーク大学医学部留学（フルブライト交換研究員）（1969年まで）[1]
- 1975年（昭和50年） 東京大学薬学部助教授
- 1975年（昭和50年） 北里大学薬学部教授[1]
- 1992年（平成4年） 同学部長（2000年まで）
- 1994年（平成6年） 日本薬学会学術賞受賞[1]
- 1997年（平成9年） 紫綬褒章受章[3]
- 2000年（平成12年） 学校法人北里学園常任理事（2003年まで）
- 2001年（平成13年） 北里大学名誉教授
- 2002年（平成14年） 薬学教育協議会会長（2004年から理事長）
- 2003年（平成15年） 厚生労働省　薬事・食品衛生審議会会長
- 2004年（平成16年） 日本薬剤師研修センター理事長(2010-04-01時点)[4]
- 2011年（平成23年） 瑞宝中綬章受章[5]